# Feldmann József
Feldmann József (Szamosszeg, 1858. október 1. – Cegléd, 1930. március 17.) ceglédi főrabbi, egyházi író.

## Élete
A Szatmár vármegyei Szamosszegen született. 1877 és 1887 között a Budapesti Rabbiképző növendéke volt. 1886-ban avatták bölcsészdoktorrá Budapesten, 1888-ban pedig rabbivá. Ettől az évtől kezdve ceglédi főrabbiként működött. Az 1918–1919-es forradalmakat követő időkben sok zaklatást szenvedett, ezért állásából is visszavonult és csak tanulmányainak élt. Az 1920-as években lezajló konszolidáció után visszatért állásába, amelyben még éveken át működött. 1899 és 1920, illetve 1924 és 1930 között a Ceglédi Kossuth Lajos Gimnáziumban ő tartotta a zsidó hittanórákat. Halálát szívszélhűdés okozta.
Az ő szolgálata idején épült fel az új Ceglédi zsinagóga Baumhorn Lipót tervei alapján 1906-ban.

## Műve
- Chananel B. Chusiel élete és irodalmi munkálkodása. Budapest, 1887.